# Schloss Ehrenhausen (Klagenfurt am Wörthersee)

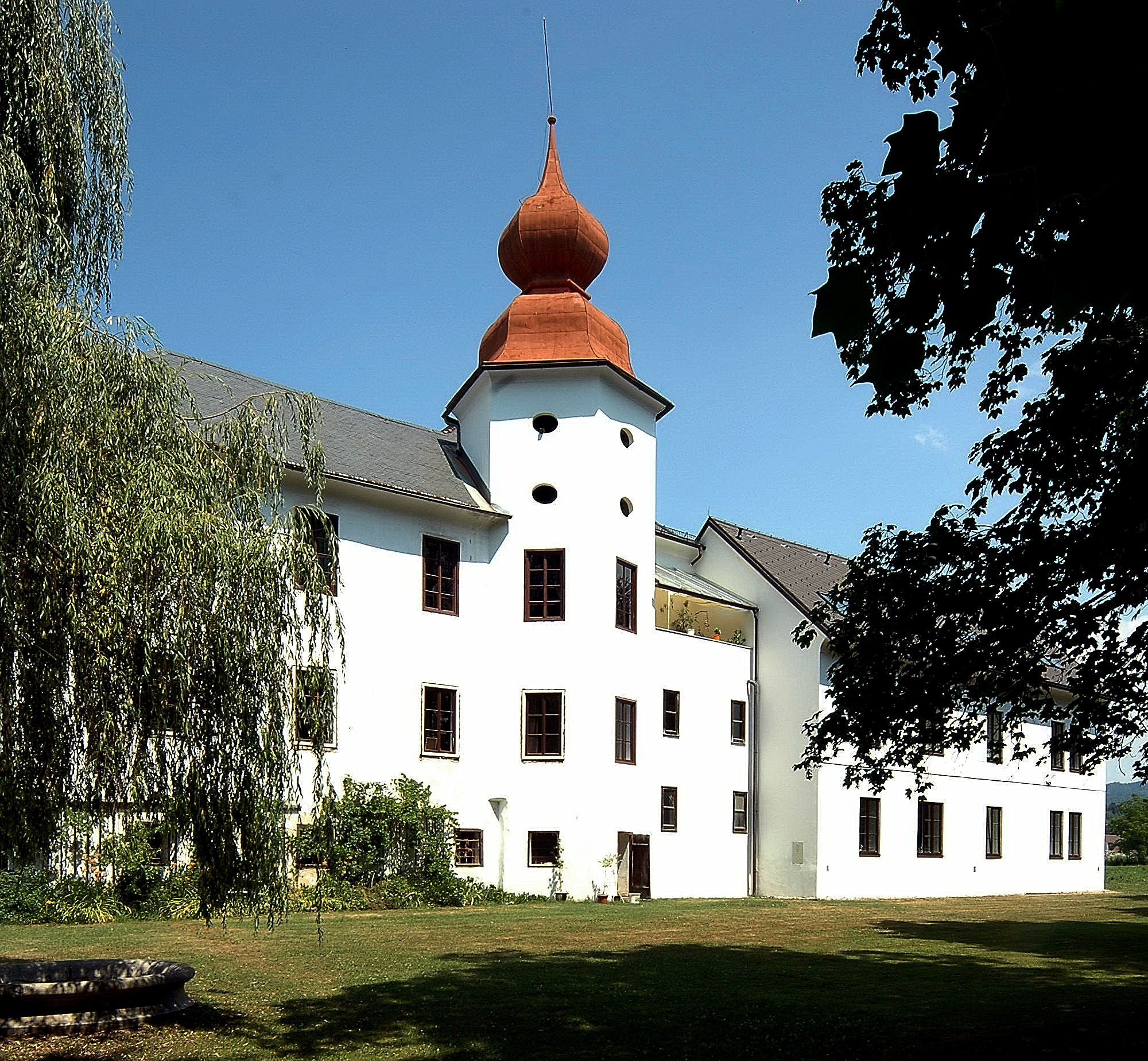
Schloss Ehrenhausen (2006)

Das Schloss Ehrenhausen ist ein Schloss nördlich des historischen Zentrums der Stadt Klagenfurt am Wörthersee und liegt am Fuß des Spitalsbergs im Ortsteil Feschnig. Es steht unter Denkmalschutz (Listeneintrag).
Das Schloss wurde im Jahr 1588 erstmals urkundlich erwähnt, Besitzerin war damals eine Familie von Neuhaus. Heute befindet sich das Schloss nach wie vor in Privatbesitz.
Schloss Ehrenhausen ist ein dreiteiliger Gebäudekomplex. Der älteste Teil ist der Südosttrakt aus dem 16. Jahrhundert. Markant ist der sechseckige Turm mit Zwiebelhelm. Aus dem 17. Jahrhundert stammt der Westtrakt. Es ist ein dreigeschoßiges Bauwerk, die Erker sind von Kragsteinen getragen und stehen übereck. Im Norden schließt der jüngste Bauteil an.